# Neuilly Communication
Neuilly Communication est une association professionnelle, décrite comme un club « très fermé »,, et créé en 1985 par Nicolas Sarkozy, alors maire de Neuilly-sur-Seine. Selon le site de la mairie de Neuilly-sur-Seine, l'association vise à « favoriser les rencontres entre les Présidents du monde de la communication et des médias ».

## Membres et objectifs
Il compte parmi ses membres des dirigeants d'entreprises, de la communication et des médias. Parmi les 35 membres fondateurs figurent entre autres Gérald de Roquemaurel, Nicolas de Tavernost (qui fut un temps président de l'association), Nicolas Bazire et Jean-Claude Decaux. 
Selon les sociologues Michel Pinçon et Monique Pinçon-Charlot le club permet au maire, nouvellement élu, Nicolas Sarkozy de se confectionner un carnet d’adresses qu'ils jugent « remarquable »,.